# REEP5
REEP5 (англ. Receptor accessory protein 5) – білок, який кодується однойменним геном, розташованим у людей на короткому плечі 5-ї хромосоми. Довжина поліпептидного ланцюга білка становить 189 амінокислот, а молекулярна маса — 21 493.
| 10         |  | 20         |  | 30         |  | 40         |  | 50         |
| ---------- |  | ---------- |  | ---------- |  | ---------- |  | ---------- |
| MSAAMRERFD |  | RFLHEKNCMT |  | DLLAKLEAKT |  | GVNRSFIALG |  | VIGLVALYLV |
| FGYGASLLCN |  | LIGFGYPAYI |  | SIKAIESPNK |  | EDDTQWLTYW |  | VVYGVFSIAE |
| FFSDIFLSWF |  | PFYYMLKCGF |  | LLWCMAPSPS |  | NGAELLYKRI |  | IRPFFLKHES |
| QMDSVVKDLK |  | DKAKETADAI |  | TKEAKKATVN |  | LLGEEKKST  |  |            |

A: Аланін

C: Цистеїн

D: Аспарагінова кислота

E: Глутамінова кислота

F: Фенілаланін

G: Гліцин

H: Гістидин

I: Ізолейцин

K: Лізин

L: Лейцин

M: Метіонін

N: Аспарагін

P: Пролін

Q: Глутамін

R: Аргінін

S: Серин

T: Треонін

V: Валін

W: Триптофан

Задіяний у такому біологічному процесі, як альтернативний сплайсинг. 
Локалізований у мембрані, ендоплазматичному ретикулумі.